# Picherande
Picherande – miejscowość i gmina we Francji, w regionie Owernia-Rodan-Alpy, w departamencie Puy-de-Dôme.
Według danych na rok 1990 gminę zamieszkiwało 491 osób, a gęstość zaludnienia wynosiła 11 osób/km² (wśród 1310 gmin Owernii Picherande plasuje się na 413. miejscu pod względem liczby ludności, natomiast pod względem powierzchni na miejscu 63.).